# Совсем другая магия
Совсем другая магия (англ. Upside-Down Magic) — американский фэнтези оригинальный фильм канала Disney и экранизация серии одноимённых фэнтезийных книг, премьера которого состоялась на канале Disney 31 июля 2020 года.

## Сюжет
Лучшие друзья Элинор «Нори» Самшит-Гораций и Рейна Карвахал обнаруживают, что обладают магическими способностями: Нори может превращаться в животных, а Рейна может управлять огнём. Они поступают в Академию Мудрости, престижную школу магии.
В Академии Мудрости для каждого ученика есть разные классы: Класс Флэров предназначен для тех, кто может создавать огонь своими руками, как Рейна. Класс Флаксеров предназначен для тех, кто может превращаться в животных, таких как Нори. Класс Флайеров предназначен для тех, кто может летать на высоте нескольких футов от земли. Класс Фаззиров предназначен для тех, кто умеет разговаривать с животными. Класс Фликеров предназначен для тех, кто обладает способностями передвигать предметы, не касаясь их, на дальнее расстояние и передавать любые предметы кому-то.
Рейна демонстрирует свои навыки стрельбы огнём, а Нори пытается превратиться в котёнка и продержаться в данном обличии шесть секунд. Однако она непреднамеренно превращается в гибрида кошки/дракона. После тестов Рейну переводят в класс Флэров, а Нори переводят на факультет Совсем Другой Магии, который считается местом для неудачников и которым руководит садовник Бадд Скрифф. В этой программе участвуют ученики с несовершенными способностями, поскольку директриса Найтслингер считает их легкой мишенью для теневой магии, злой силы, которая использует магию человека против всех остальных посредством одержимости. Поскольку Нори и её сокурсники тайно планируют совершенствовать свои способности, помогая Бадду в ведении хозяйства, директриса Найтслингер даже не подозревает, что у теневой магии есть способы нацеливаться на самых неожиданных учеников.
Рейна в это время плохо справляется со своими способностями, из-за того что её принижал однокурсник по имени Филлип, у которого больше опыта в своих способностях, чем у неё. Она обнаруживает книгу о теневой магии и, не зная о легенде теневой магии, о которой поведали Нори и других СДМ, берёт книгу в общежитие и находит страницу об усилении магических способностей. Рейна читает эту самую страницу, чтобы обойти Филлипа.
Бадд обнаруживает, что его ученики втайне работают над совершенствованием своих способностей, и соглашается помочь им, не позволяя директрисе Найтслингер узнать об этом.
На следующий день Рейна готовится к Дню основателей, где Рейна соревнуется с Филиппом. Силы Рейны стали необычайно сильны, и она может представлять вспышки. Нори пытается сорвать конкуренцию, превратившись в котёнка, но не сумев продержать в виде обычного котёнка и трёх секунд, снова становится гибридом кабана/кошки/дракон. Рейна использует любимый прием вспышки Нори, чтобы вытащить Нори из обличия гибрида, но он почти сжигает Нори, потому что силы Рейны были настолько необычно усилены.
Рейна также встречает Чандру, которая доверяет способностям Рейны. Книга теневой магии начинает появляться после того, как Рейна заходит к себе в спальню. Рейна просит Чандру забрать книгу с собой и уйти. Чандра берёт её и уходит, но книга снова появляется в комнате Рейны. На следующий день выяснилось, что Чандра оказывается воплощением теневой магии в человеческой форме, которую видеть может только Рейна, так как другие Флэры не могут её видеть и не понимают с кем говорит Рейна. Чандра манипулирует Рейной и овладевает ею. В День основателей Рейна подходит, чтобы представлять Флэров, и, используя сложный трюк Флэра, после чего становится похожим на теневое существо, которое угрожает уничтожить всю школу. Маги пяти классов по очереди пытаются остановить теневого монстра, но всё было тщетно. В конце концов, появляются СДМ, которые используют свои способности, чтобы победить монстра и спасают Рейну, вернув её в нормальное состояние, чтобы она смогла победить теневую магию внутри себя.
После инцидента Нори и СДМ были переводены в соответствующие классы магии, и Бадд теперь является официальным учителем класса Фаззиров.
В финальной сцене книга теневой магии падает с полки, когда она открывается на определённой странице, на которой изображен волшебный логотип с одним символом, который был удалён из обычного волшебного логотипа. Тем самым намекая, что теневая магия не побеждена полностью, и, похоже, у неё есть собственная утраченная категория магии, которую она хочет показать миру … любой разрушительной ценой.

## В ролях
- Изабела Роуз — Элинор «Нори» Самшит-Горация, 13-летней девочка, которая может превращаться в необычных гибридных животных, таких как Дракошки (гибрид кошки и дракона).
- Сиена Агудонг — Рейна Карвахал, лучшая подруга Нори и ученица класса Флэр, которая может управлять огнём.
- Кайл Ховард — Бадд Скрифф, учитель школы «Совсем другой магии» и смотритель, который позже оказывается ненормальным Фаззиром, который может общаться с животными только с помощью пения.
- Эли Самуи — Эллиот Коэн, маг который может создавать дым вместо огня.
- Элисон Фернандес — Пеппер Палома, способая отталкивать от неё разные вещи не очень осторожно.
- Макс Торина — Андреса Падилло, необычный летчик, который может взлетать на все более высокие высоты и испытывает проблемы со спуском вниз, заставляя его использовать веревку или груз, чтобы удерживать его на земле.
- Викки Льюис — Линда Найтслингер, директор Академии Мудрости.
- Ясмин Флетчер — Чандра, воплощение теневой магии, которую может увидеть только Рейна.
- Каллум Сиграм Эйрли — Филипп, ученик класса «Флэр», который принижает и соперничает с Рейной.
- Синтия Макуильямс — профессор Аргон, преподаватель класса «Флэр».
- Элейн Као — профессор Хан, преподаватель класса «Флаксер».
- Амитай Марморштейн — профессор Льюис, преподаватель класса «Фликсеров».

## Производство

### Разработка и актёрский состав
Disney Channel выкупила права на серию книг в 2015 году. Производство началось в августе 2019 года с объявления актёров Джо Нуссбаум был назначен режиссёром и исполнительным продюсером фильма, также с Сюзанн Фаруэлл и Сьюзан Картсонис в качестве исполнительных продюсеров; Над телефильмом работали Ник Пустей и Джош Кейган.

### Съёмки
Основные съёмки проходили на острове Ванкувер. Школа озера Шониган использовалась в качестве места действия для Академии Мудрости, а ученики использовались в качестве статистов.

## Релиз
Премьера «Совсем другой магии» состоялась 31 июля 2020 года на Disney Channel.

## Награды
| Год  | Награда                        | Категория                                                                  | Номинант(ы)   | Результат | Ссылки       |
| ---- | ------------------------------ | -------------------------------------------------------------------------- | ------------- | --------- | ------------ |
| 2021 | Canadian Cinema Editors Awards | Лучший монтаж в семейном, телефильме или сериале                           | Гордон Ремпел | Номинация | [ 8 ]        |
| 2021 | Leo Awards                     | Лучший монтаж изображений для молодёжной или детской программы или сериала | Гордон Ремпел | Победа    | [ 9 ] [ 10 ] |